# Roptrocerus xylobius
Roptrocerus xylobius is een vliesvleugelig insect uit de familie Pteromalidae. De wetenschappelijke naam is voor het eerst geldig gepubliceerd in 1856 door Förster.